# 5 Tauri
f Tauri
Désignations
5 Tauri (en abrégé 5 Tau) est une étoile binaire de la constellation zodiacale du Taureau. Elle porte également la désignation de Bayer de f Tauri. Elle est visible à l’œil nu avec une magnitude apparente de 4,14. Le système présente une parallaxe annuelle de 9.53 ± 0.43 mas telle que mesurée par le satellite Hipparcos, ce qui permet d'en déduire qu'il est distant d'environ ∼ 340 a.l. (∼ 104 pc) de la Terre. Il s'éloigne du système solaire à une vitesse radiale héliocentrique de +14 km/s.
5 Tauri est une binaire spectroscopique qui complète une orbite avec une période de 960 jours et avec une excentricité d'environ 0,4. Sa composante primaire, désignée 5 Tauri A, est une géante rouge de type spectral K0-III. Elle est environ quatre fois plus massive que le Soleil et son rayon est 8,5 fois plus grand que le rayon solaire. L'étoile est 329 fois plus lumineuse que le Soleil et sa température de surface est de 4 644 K. Son compagnon, désigné 5 Tauri B, est 13 % plus massif que le Soleil.